# Hồ Tchad
Hồ Tchad (tiếng Pháp: Lac Tchad) là một hồ nội lục rộng, nông, tuy diện tích đã thu hẹp rất nhiều qua thời gian. Theo Global Resource Information Database của Dự án Môi trường Liên Hợp Quốc, diện tích giảm đến 95% từ năm 1963 đến 1998, nhưng "ảnh (vệ tinh) 2007 cho thấy sự cải thiện đáng kể so với những năm trước." Hồ Tchad đóng vai trò rất quan trọng, cấp nước cho hơn 30 triệu người sống ở bốn quốc gia quanh hồ (Tchad, Cameroon, Niger, và Nigeria), sát rìa Sahara. Đây là hồ rộng nhất bồn địa Tchad.

## Địa lý và thủy học
Hồ Tchad là hồ nước ngọt nằm trong khu Sahel tại miền trung-tây châu Phi. Hồ tọa lạc trong một bồn địa nội địa mà vào thời thượng cổ từng là biển hồ lớn nhất châu Phi. Ngày nay, diện tích mặt nước biến đổi theo từng mùa và cũng dao động nhiều năm này qua năm khác. Hồ Tchad nằm về mạn viễn tây Tchad, tiếp giáp với đông bắc Nigeria. Sông Chari cấp 90% nước cho hồ (một lượng nhỏ khác đến từ sông Yobe ở Nigeria/Niger). Dù độ bốc hơi lớn, nước trong hồ vẫn không trở thành nước lợ hay mặn. Bờ hồ phủ đồng lấy.
Vì hồ Tchad rất nông, chỉ sâu 10,5 mét (34 ft) ở chỗ sâu nhất, sự thay đổi về độ sâu có tác động lớn đến diện tích hồ. Hồ Tchad không có dòng thoát nước bề mặt, nhưng nước hồ vẫn thấm vào đất chảy đến vùng trũng Soro và Bodélé.